# Liceu de Humanidades de Campos
O Liceu de Humanidades de Campos é uma instituição de ensino secundário, sediada na cidade de Campos dos Goytacazes, estado do Rio de Janeiro.

## História
O nascimento do Liceu de Campos remonta aos auspícios da organização do ensino brasileiro, no Período Regencial, com a decisão de que o ensino secundário seria promovido e administrado pelos governos provinciais (hoje estaduais). A cogitação de um estabelecimento no norte fluminense registrou-se em 1844 através da edição da lei provincial n° 143 de 14 de março daquele ano, em seu artigo 1°:
Em 11 de abril de 1847, o Liceu Provincial de Campos finalmente foi inaugurado, contando inclusive com a presença do imperador D. Pedro II. Uma série de percalços haveriam de extinguir o colégio em 30 de abril de 1858. Em 22 de novembro de 1880 foi refundado com a denominação atual, através do decreto provincial n° 2.503, e daí em diante prosperou até os dias de hoje.

## As instalações do Liceu
O primeiro colégio sempre funcionara em instalações provisórias. O segundo cessaria este ciclo itinerante em 1883, quando figuras proeminentes da cidade mobilizaram-se e angariaram fundos para a instalação do educandário em uma sede definitiva. Com 14 contos de réis angariados da população e 11 doados pela Câmara Municipal, em 12 de dezembro daquele ano, a comissão arremata em leilão, o palacete de estilo neoclássico do espólio de José Martins Pinheiro, o Barão da Lagoa Dourada, um dos mais ricos edifícios da cidade naquela época. O solar foi construído entre 1861 e 1864 para abrigar a família do nobre até a fatalidade de seu suicídio. A instalação no prédio deu-se no dia 1 de março de 1884.
Desta forma, com um prédio próprio, o ensino do Liceu de Campos dos Goytacazes adquiriu excelência, e se tornou uma escola de porte secundário equiparada ao Colégio Pedro II do Rio de Janeiro. Era a única instituição de ensino público do interior da província na época que apresentava ensino de qualidade, uma vez que o Liceu Provincial de Niterói, e seu sucedânio - o Liceu de Humanidades de Niterói - haviam sido extintos.

## Protesto
No dia 8 de Março de 2013, centenas de alunos do Liceu de Humanidades de Campos fizeram um protesto no centro da cidade de Campos dos Goytacazes parando as principais avenidas da área central da cidade, com destino a Coordenadoria de Educação do Estado, localizado enfrente a Rodoviária Roberto Silveira.

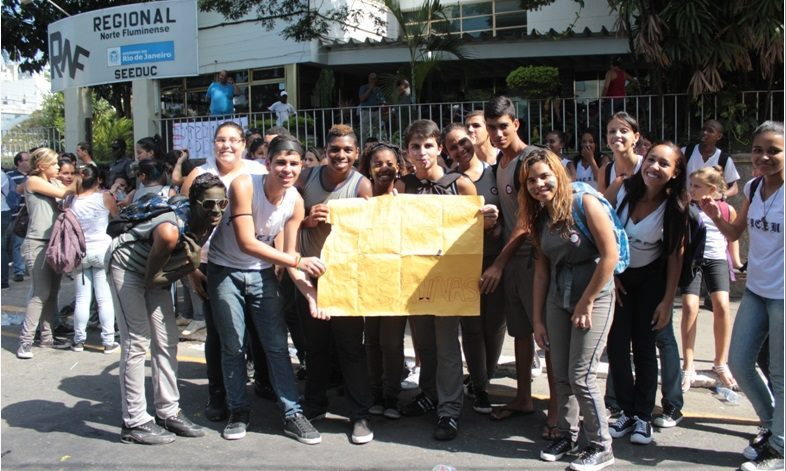
Alunos em protesto

Os Alunos revindicaram melhorias na estrutura da escola, como ar-condicionados, ventiladores e mais salas (o colégio na época passava em reformas em algumas salas). O protesto organizado pelo Grêmio estudantil da escola teve forte repercussão na mídia estadual com grandes jornais locais como: O Diário, Folha da Manhã, Jornal Terceira Via, Inter TV Planície e Record Campos.
Os alunos só saíram de frente da Coordenadoria quando o responsável pela unidade assinou um documento informando que está ciente e que iria tomar medidas.

### Consequências
O protesto feito pelos alunos da escola trouxe diversas consequências, boas e ruins, o protesto trouxe para o projeto de reforma da escola os ar-condicionados, de contrapartida por consequência  das obras o colégio ficou sem espaço para todas as turmas, gerando mais um protesto no dia 8 de julho de 2013 com a finalidade de banir a ideia que 14 turmas terem que estudar no CEJOPA (Colégio Estadual José Do Patrocínio), o período repercutiu na mídia como o anterior, destacando a presença dos pais dos alunos no protesto.

## Atualidades
Em 1894 foi criada a Escola Normal de Campos (ENC) e esta se associou ao Liceu. Em 1954 voltam a ser desmembradas e a Escola Normal passou a denominar-se Instituto de Educação de Campos. Na década de 1960 um prédio anexo foi construído devido à crescente valorização do ensino secundário. Na década de 1990 outro pavilhão foi construído e o prédio principal do solar foi transformado num centro cultural, restando apenas funcionar ali a diretoria, a biblioteca e o Arquivo Histórico do LHC. As turmas foram redistribuídas nas unidades anexas. O prédio foi tombado pelo Instituto Estadual de Patrimônio Cultural (INEPAC) em 27 de janeiro de 1988.

## Alunos ilustres
A influência do Liceu causou profundas modificações na sociedade campista. Uma cidade atrasada, agrícola, foi transformando-se em uma sociedade urbana, com a inserção de novos ideais. Um destes acabou por transformar o próprio regime de governo do país - o regime republicano. Um dos seus maiores representantes na cidade foi o ex-liceísta Nilo Procópio Peçanha - ex-senador, duas vezes governador do estado do Rio de Janeiro, ex-Presidente da República e o primeiro político a impor vigorosa influência sobre todo o estado. Também ali estudaram Nina Arueira e Clóvis Tavares que, no início da década de 1930, militaram na União da Juventude Comunista.

## Curiosidade
Em seu primeiro dia de aula, o adolescente Nilo Peçanha levou para a sala de aula sua égua de estimação "Tininha". O professor ordenou que levasse o animal de volta para casa.

## Hino do colégio
Letra e música: Alcidia Perez Pia
Na planície goitacá;
De tão grande tradição;
Representa o Liceu;
Um padrão na educação.
Coro:
Liceístas, sempre avante;
Pela glória do Liceu;
Que evocamos com orgulho;
Ó Liceu! Liceu! Liceu!
Grandes vultos o Liceu;
Ao Brasil já pode dar;
São exemplos a seguir;
Para nossa terra honrar.
Coro
Entoemos com amor;
Nosso hino ao Liceu;
Por aquilo que fará;
Pelo muito que já deu.
Coro